# Kostel svatého Bartoloměje apoštola (Otradov)
Kostel svatého Bartoloměje apoštola je původně gotický farní kostel nacházející se na návrší v severovýchodní části obce Otradov. Areál kostela je ohraničen ohradní zdí s branou, uvnitř je i objekt kostnice. Jedná se o kulturní památku s rejstříkovým číslem ÚSKP 23510/6-934.

## Historie
První písemná zmínka o kostele je z roku 1350, kdy se kostel uvádí jako farní a spadající pod biskupství litomyšlské (uváděn v obci Dolní Krouna, což byl dřívější název pro obec, v roce 1392 se objevuje v písemných pramenech již jako název vsi Otradov).
Počátky kostela se datují do raného 14. století, dle Líbala byl presbytář v první čtvrtině 14. století přistavěn ke starší lodi. Jiné zdroje datují kostel již do 13. století.
K dalším přestavbám došlo v druhé polovině 14. století a v období pozdní gotiky.
Další zaznamenané přestavby jsou až z 18. století, kdy byla vybudována nová báň v roce 1754, v roce 1789 byla postavena nová kruchta, která musela být již roku 1806 opravena. V roce 1839 byl odstraněn sanktusník.
V roce 1887 počal regotizovat kostel František Schmoranz starší, který u zdejšího kostela neudělal pronikavé puristické změny stavby, ale respektoval historický stav.

## Popis
Jedná se o jednolodní kostel s pětibokým presbytářem a s výraznou hranolovou věží.
Presbytář je zaklenut jedním polem křížové žebrové klenby a v závěru šestipaprskovou klenbou. Dalšími gotickými prvky jsou lomená okna, ve východním průčelí byla vytvořena v okně dřevěná trojlistá kružba, ostatní okna presbytáře mají kružby jednoduché, opět ze dřeva.
Obdélná, valeně zaklenutá sakristie navazuje k presbytáři ze severu, je s ním propojena okoseným sedlovým portálem.
Plochostropá loď se otvírá do presbytáře asymetrickým lomeným vítězným obloukem.
V exteriéru presbytáře je pět výrazných, odstupňovaných opěráků se stříškou.
Věž kostela přiléhá k lodi z jihu.

### Vlastnictví kostela a náboženské poměry
Kostel patřil dle prvních pramenů pod biskupství litomyšlské, avšak během 16. a počátkem 17. století v něm byly slouženy mše podobojí, neb roku 1620 přišel o faráře pod obojí a byl přičleněn nejdříve coby filiální k Hlinsku, poté ke Skutči a nakonec ke Krouně (1737). Rychmburské panství bylo silně protestantské, v soupisu dle víry z roku 1651 se uvádí 64 % nekatolického obyvatelstva. Po vydání Tolerančního patentu panovala na panství velká nejistota kvůli okamžitému přihlášení se mnoha obyvatel k helvetské víře. Dle zprávy rychmburského direktora Jiřího Tadeáše Krále chrudimskému krajskému úřadu z 3. prosince 1781 byly obavy z „uzurpování“ katolických kostelů nekatolíky, mj. i kostela v Otradově. Direktor proto požádal o 30 vojáků na ochranu katolických far.
Po rozdělení obcí k jednotlivým evangelickým sborům v roce 1782 se v Otradově přihlásilo k helvetskému vyznání 44 (40) rodin, celkem 213 lidí.
Kostel sv. Bartoloměje zůstal katolický, v obci je ale i evangelický hřbitov.

### Pověst
Kostel byl dle pověsti založen hutníky v „Kablaních“.

## Galerie

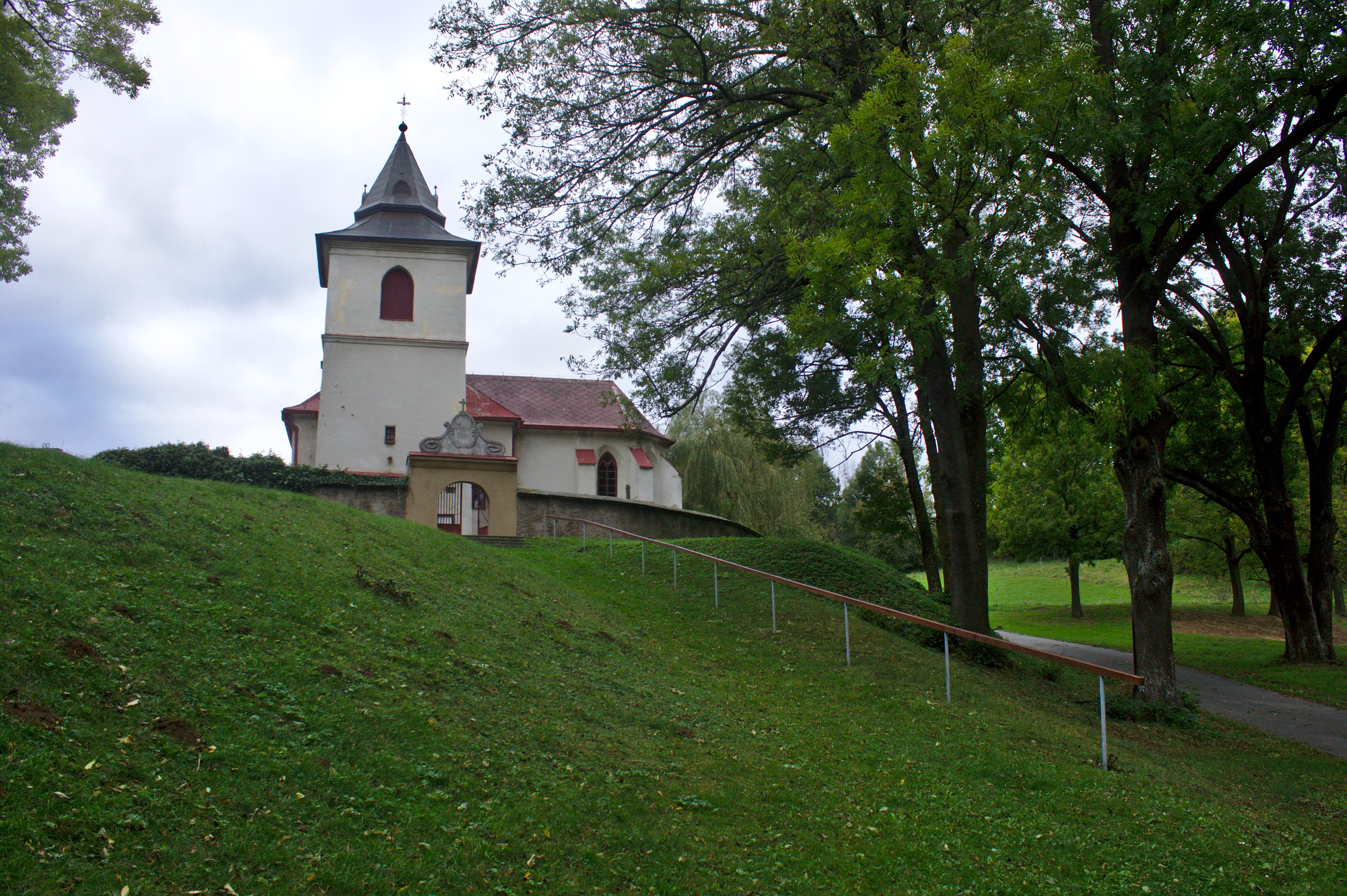
Kostel - celkový pohled
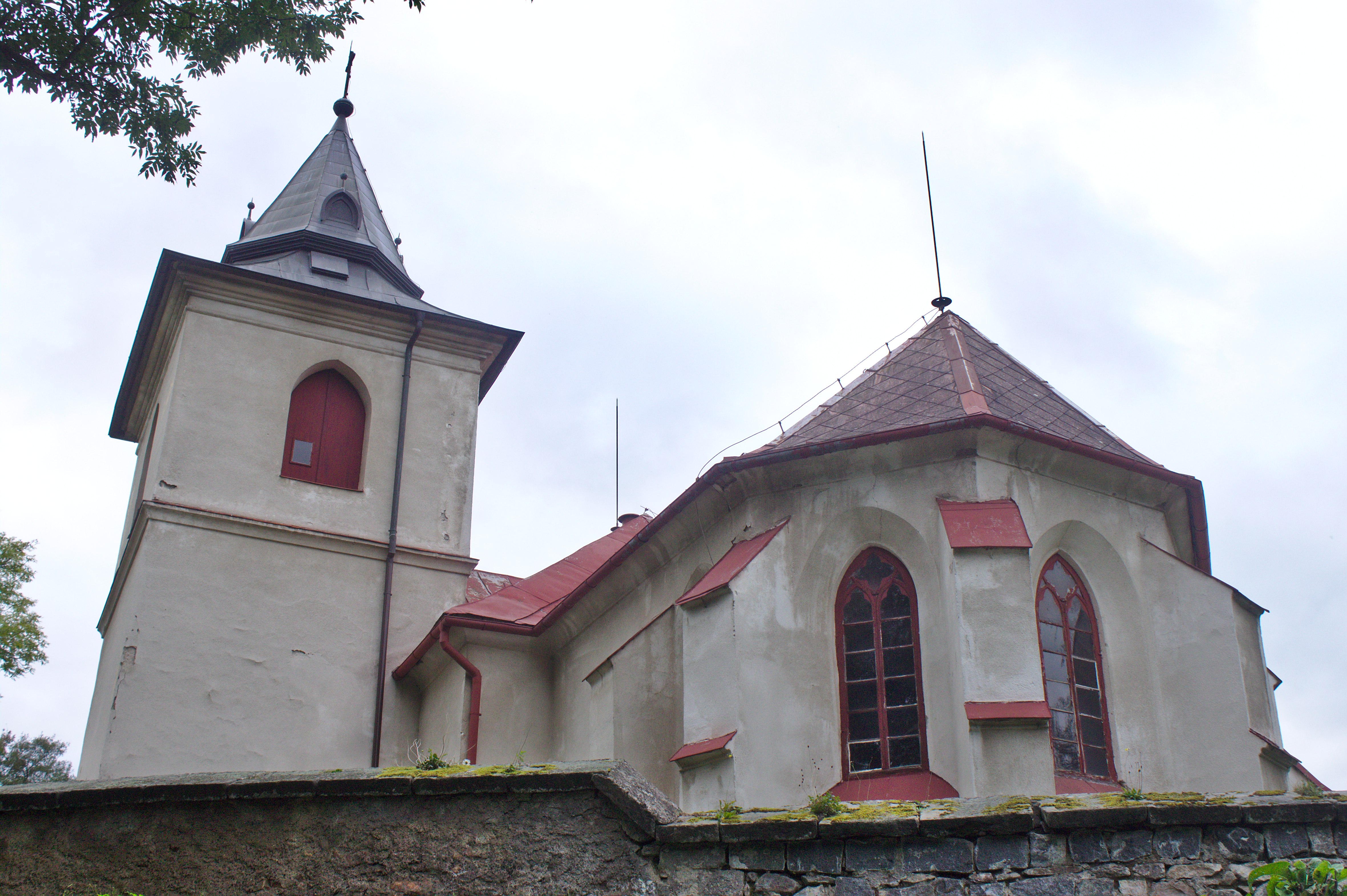
Celkový pohled od východu
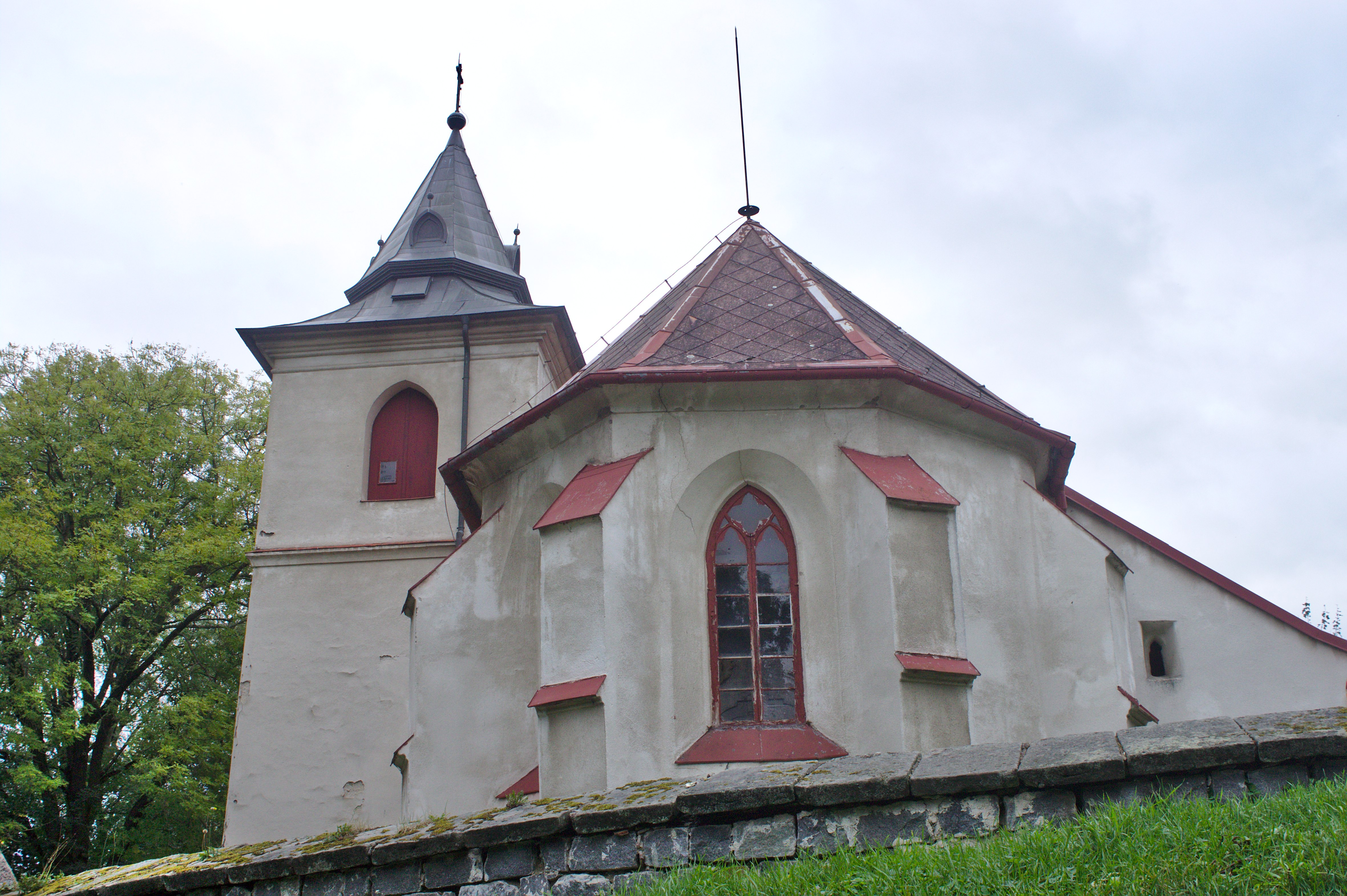
Presbytář